# Nord (okręg administracyjny Bremy)
Nord – okręg administracyjny (niem. Stadtbezirk) w Bremie, w kraju związkowym Brema.  
W skład okręgu administracyjnego wchodzą trzy dzielnice (Stadtteil):
1. Blumenthal
2. Burglesum
3. Vegesack